# Христо Манолов (политик)
Вижте пояснителната страница за други личности с името Христо Манолов.
Христо Тодоров Манолов е български политик от БЗНС.

## Биография
През 1905 година завършва в Казанлък педагогическо училище. На следващата 1906 година завършва Школата за запасни офицери. От 1908 до 1912 година учителства в родното си село. Между 1912 и 1918 участва в Балканските и Първата световна война. От 1919 година е член на БЗНС. В периода 1921-1923 е министър на железниците, пощите и телеграфите. През 1923 година е изключен от партията, а през 1926 година започва да води десницата на БЗНС, БЗНС (оранжев). През 1932 година става член на БЗНС Георги Марков, а от 1934 член на Народното социално движение на Александър Цанков.